# Victoriano de Santos
Victoriano de Santos Troya, né le 5 mai 1906 à La Torre de Esteban Hambrán (province de Tolède, Espagne) et mort le 26 février 1943, est un footballeur espagnol qui jouait au poste de milieu de terrain.

## Biographie
Victoriano de Santos joue avec l'Atlético Madrid le premier championnat d'Espagne de l'histoire lors de la saison 1928-1929. Le club descend en deuxième division en 1930.
En 1933, il est recruté par le FC Barcelone. Avec le Barça, il joue 18 matchs en première division.
Après une saison à Barcelone, il rejoint le Valence CF en 1934. Il joue 14 matchs en première division avec Valence.